# Delta Delphini
Désignations
Delta Delphini (δ Delphini / δ Del) est une étoile binaire de quatrième magnitude de la constellation boréale du Dauphin. Le système présente une parallaxe annuelle de 14,61 mas mesurée par le satellite Hipparcos, ce qui permet d'en déduire qu'il est distant d'environ ∼ 223 a.l. (∼ 68,4 pc) de la Terre. Il s'éloigne du Système solaire à une vitesse radiale de +9,5 km/s.
Delta Delphini est une binaire spectroscopique à raies doubles dont les deux étoiles complètent une orbitale selon un période de 40,61 jours et avec une excentricité de 0,64. Ses deux composantes sont des étoiles chimiquement particulières quasi identiques qui ont un type spectral combiné de F1 Vp kA7 mF1 SrEuCr:. Cette notation complexe indique que dans le spectre, la raie K du calcium est celle d'une étoile de type A7, que les raies de l'hydrogène de la série de Balmer sont celles d'une étoile de type F1, et que les raies métalliques sont celles d'une étoile de type F1. Par ailleurs elle apparaît être une étoile Ap légère, avec des raies fortes du strontium, de l'europium et du chrome.
Chacune des deux étoiles est également une variable de type δ Scuti, avec une période dominante de 0,156 8 jours et une amplitude de 0,07 en magnitude. Delta Delphini forme le prototype d'une classe d'étoiles de type δ Scuti à fortes raies métalliques qui sont des sous-géantes ou des géantes, les étoiles de type δ Delphini.